# Neta Snook
Mary Anita Snook (Mount Carroll, Illinois; 14 de febrero de 1896-California, 23 de marzo de 1991), más conocida como Neta Snook, fue una pionera de la aviación estadounidense. Fue la primera mujer piloto en Iowa, también la primera piloto en tener su propia escuela de vuelo y la primera mujer en dirigir un aeropuerto privado.

## Biografía

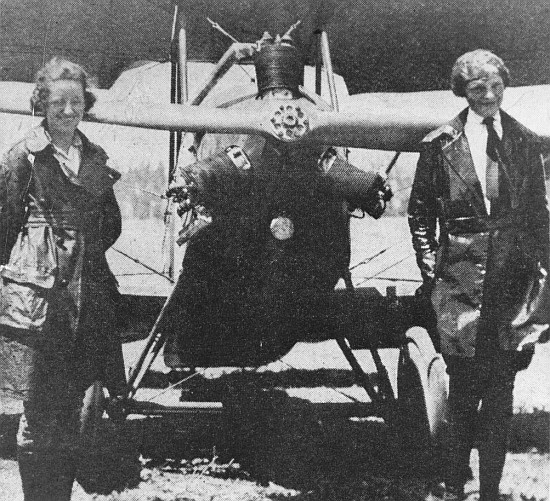
Neta Snook junto a Amelia Earhart delante de su Kinner Airster

A una temprana edad se interesó por la mecánica, estimulada por la fascinación por los automóviles de su padre. A los cuatro años, se sentaba en el regazo de su padre y lo ayudaba a dirigir su Stanley Steamer en las colinas de Mount Carroll. Conforme iba creciendo, él le enseñó el funcionamiento interno de los coches. Snook asistió a la escuela Frances Shimer, que luego se convirtió en Shimer College, graduándose en 1912.
Después de que su familia se mudara a Ames, Iowa en 1915, Snook asistió al Iowa State College (ahora Universidad Estatal de Iowa), haciendo cursos de dibujo mecánico, motores y reparación de maquinaria agrícola. Se fascinó con la literatura relacionada con la aviación y pronto quiso volar.
Después de ser rechazada en una escuela de aviación en Virginia que no aceptaba mujeres, comenzó a estudiar en la escuela de vuelo de Davenport. Su primer vuelo fue el 21 de junio de 1917. No conforme con el entrenamiento, se inscribió en la "Curtiss Flying School of Aviation", donde fue la primera mujer en ser admitida y recibirse.
En febrero de 1921, fue la primera mujer en participar en una carrera aérea masculina, en el Speedway de Los Ángeles, donde terminó quinta y declaró: «Voy a volar de forma tan inteligente, tan audaz y tan emocionante como cualquier hombre aviador del mundo».
En 1981, a sus ochenta y cinco años, fue declarada la mujer más vieja en estar activa como piloto. Falleció diez años después.
Un año después, fue incorporada en el "Iowa Aviation Hall of Fame"

## Amelia Earthart
Neta Snook se hizo conocida como la mujer que enseñó a volar a Amelia Earhart .
El 3 de enero de 1921, Amelia Earhart, junto con su padre, llegó a su aeródromo y le preguntó: «Quiero volar. ¿Me enseñarás?»  El acuerdo alcanzado entre Amelia y sus padres fue que solo una mujer piloto le debía enseñar a volar. «Por $ 1 en bonos de Liberty por cada minuto en el aire, Neta Snook  enseñó a Amelia Earhart a volar, pero por encima de eso, se hicieron amigas». Earhart pagó las primeras cinco horas en el aire, pero las quince siguientes no recibieron ningún pago cuando Snook subió a su nuevo piloto en el Kinner Airster que Amelia había comprado. Además de enseñarle a volar, le enseñó a conducir autos.
Cuando comenzó, su alumna no era el mejor aviador. Earhart estampó el Airster mientras intentaba evitar un bosque de eucaliptos durante un despegue. Snook pensó: «Tal vez he juzgado mal sus habilidades». Sin embargo, gracias a su amistad, esta continuó enseñándola y el accidente fue olvidado. Volaron juntas más de un año. Snook también estableció vínculos con la familia Earhart y a menudo pasaba tiempo en el hogar familiar.